# Salpingotus heptneri
Espèce
Statut de conservation UICN

 DD : Données insuffisantes
Salpingotus heptneri est une espèce de la famille des Dipodidés. Cette gerboise  naine à trois doigts est originaire d'Ouzbékistan et Kazakhstan. Faute de données suffisantes, l'espèce n'est pas considérée comme étant en danger par l'Union internationale pour la conservation de la nature (UICN).

## Étymologie
Son nom spécifique, heptneri, lui a été donné en l'honneur de Vladimir Heptner (1901-1975),, zoologiste russe.